# Nationaal Instituut voor Criminalistiek en Criminologie
Het Nationaal Instituut voor Criminalistiek en Criminologie (NICC) is een Federale Wetenschappelijke Instelling met boekhoudkundige autonomie die onder rechtstreeks gezag van de Minister van Justitie valt en is gelegen in Neder-Over-Heembeek, een deelgemeente van Brussel.
Naast forensisch wetenschappelijk onderzoek wordt er ook de nationale DNA-databank beheerd.

## Geschiedenis
Het instituut werd op 5 november 1971 met een koninklijk besluit opgericht, toen als het Nationaal Instituut voor Criminalistiek. Pas in januari 1993 trad het instituut in werking. Met het Koninklijk Besluit van 29 november 1994 werd het werkveld van het instituut verruimd zodat ook de criminologie eronder viel.

## Aanslag
Op 28 augustus 2016 vond er omstreeks drie uur 's nachts een aanslag op het instituut plaats, waarbij in een van de laboratoria brand werd gesticht en een voertuig ontplofte. De schade was groot.